# Maturana blanca
Maturana blanca también conocida como Ribadavia o Maturano es una variedad de uva blanca autóctona española. Produce un vino amarillo dorado. Es la variedad más antigua cultivada dentro de los límites de la Denominación de Origen Calificada Rioja (D.O.Ca. Rioja) de la que se tiene noticia histórica. Su cultivo decayó durante el siglo XX hasta su casi completa extinción pero ha sido recuperada recientemente. Es una uva de gran calidad pero de poca producción.

## Historia
La referencia histórica más antigua de la que se dispone de esta uva data de 1622, cuando aparece su nombre citado en un escrito: «Practicada la cala en Nájera, se detectaron 60.256 cántaras de vino, de las cuales 9.340 eran de vino blanco, 760 de ribadavia y el resto de tinto»
En la época posterior a la filoxera, la baja productividad de esta variedad la llevó prácticamente hasta su extinción.
La recuperación de la Maturana blanca se inició en 1988 bajo un proyecto dirigido por Fernando Martínez de Toda con el apoyo del Consejo Regulador de la D.O.Ca. Rioja, la Universidad de La Rioja y el Gobierno Autonómico de La Rioja.
La variedad conocida con el nombre de Maturana blanca estaba prácticamente extinta en el viñedo de La Rioja. En las prospecciones realizadas no se encontraron vides cultivadas. Las únicas semillas conservadas con esa denominación tenían su origen en la Colección de Variedades del C.I.D.A. que fueron traídas en 1991 de la Colección Ampelográfica del Rancho de la Merced, en Jerez de la Frontera, que procedía a su vez de la Colección Ampelográfica  de El Encín, en Alcalá de Henares, en la que existen semillas recogidas en el año 1951 en la Estación de Viticultura y Enología de Haro. Estas semillas se preservan desde 1993 en el banco de germoplasma de Bodegas Viña Ijalba.
Con la denominación de Ribadavia existían algunas cepas en los municipios riojanos de Navarrete y Sotés. En la actualidad también se preservan en el banco de germoplasma de Bodegas Viña Ijalba.
Los estudios de caracterización ampelográfica indicaron que las uvas Maturana blanca y Ribadavia si no eran la misma variedad estaban muy próximas entre sí. Posteriormente, los estudios del ADN de ambas variedades confirmaron que eran en realidad el mismo tipo de uva. Las pequeñas diferencias encontradas eran las normales que pueden encontrarse entre diferentes clones de una misma variedad.
En el año 1995 se plantó en la finca de Viña Ijalba una pequeña plantación de un tercio de hectárea, con 2.000 cepas, de forma experimental. Cinco años más tarde, en el 2000, se cosecharon de esta pequeña viña 1.850 kilos de esta uva de la que se obtuvieron 900 litros de vino, con el que se lanzó al mercado el primer vino de esta variedad después de su recuperación, llamado "Ijalba Blanco". Este vino fue un monovarietal con crianza, con 14,5 grados, acidez total de 4,8 (7,34 en tartárico) y un pH de 3,26. Hasta la fecha (sept. 2010), sigue siendo el único vino elaborado con este varietal.
En 2007, esta uva pasó de ser una variedad experimental a ser una de las nuevas variedades blancas autóctonas autorizadas por el Consejo Regulador de la D.O.Ca. Rioja.

## Áreas de cultivo
Según la Orden APA/1819/2007, por la que se actualiza el anexo V, clasificación de las variedades de vid, del Real Decreto 1472/2000, de 4 de agosto, que regula el potencial de producción vitícola, la maturana blanca se considera variedad autorizada para las Comunidades autónomas de Navarra, País Vasco y La Rioja.